# Grotte Ledenjača
Zečeva ledenjača est une grotte glacée située sur les pentes méridionales de la montagne Romanija en Bosnie-Herzégovine, à environ 1 525 mètres d'altitude. Elle est connue pour sa glace présente toute l'année et fut historiquement exploitée pour la récolte de glace naturelle, notamment avant la généralisation de la production industrielle de glace.

## Toponymie
Le nom Zečeva ledenjača peut se traduire par « la grotte du lapin ». Elle est également simplement appelée Ledenjača (la grotte) par les habitants locaux.

## Localisation
La grotte se trouve dans la municipalité de Pale, en république serbe de Bosnie, à l’est de Sarajevo. Elle est située sur le versant nord de la crête de Romanija. L'accès se fait par un sentier escarpé partant du village de Kadino Selo, traversant une zone boisée dominée par des hêtres et des épicéas.

## Description
Zečeva ledenjača est notamment une grotte de type ledenica (grotte glacée). L’entrée de la grotte est située au fond d’une petite dépression en forme de cratère, typique des zones karstiques, ce qui contribue à son isolement thermique et à la conservation naturelle de la glace.
Elle se compose de deux salles principales :
- La salle supérieure, de forme irrégulière, est accessible via un puits vertical d’environ 8 mètres. Elle est encombrée de blocs rocheux issus d'effondrements, partiellement recouverts de glace. On y trouve des stalactites et stalagmites de glace atteignant respectivement 4 à 6 m et 3 à 4 m.
- La salle inférieure, de forme ovale (25–30 m de long), abrite une large plaque de glace lisse ressemblant à un petit lac. Elle ne présente pas de formations glaciaires actives en raison de l’absence d’eau d’infiltration.

L’intérieur de la grotte reste isolé des variations climatiques extérieures, ce qui garantit une température stable propice au maintien de la glace toute l’année.

## Géologie
La région est composée de grès imperméables du Trias inférieur et de calcaires anisiens du Trias moyen, très riches en carbonate de calcium (jusqu’à 99,9 %). Ce contexte géologique favorise le développement de phénomènes karstiques et de nombreuses grottes.

## Faune
La grotte abrite une faune cavernicole typique du karst dinarique, notamment le myriapode du genre Brachydesmus sp. observé à proximité du champ de neige menant à la salle supérieure.

## Histoire et exploitation
Entre les deux guerres mondiales, Zečeva ledenjača a été activement exploitée pour sa glace naturelle. Des habitants des villages voisins (Stajna, Rosulje, Podmedenik) coupaient la glace en été, la transportaient à dos de cheval (samarice), et la vendaient principalement à Sarajevo, notamment aux hôpitaux, bouchers et aubergistes.
La glace était protégée de la fonte avec de la fougère ou de la paille, et valait alors son poids en grain. Ce métier, aujourd'hui disparu, représentait une source saisonnière importante de revenus.
Aujourd’hui, la grotte n’est plus exploitée mais reste un site d’intérêt spéléologique, géologique et historique. Elle attire des chercheurs et spéléologues, bien que son accès difficile limite les visites.